# Lárentíus saga
Lárentíus saga biskups también Lárentíus saga es una de las sagas de los obispos sobre la vida de Lárentíus Kálfsson, obispo de Hólar entre 1323 y 1330. Fue escrita hacia el siglo XIV, pero solo sobreviven dos manuscritos del siglo XVI que difieren algo uno de otro en su contenido, aunque ambos conservan el estilo y cierto sentido de humor en común. El autor fue Einarr Hafliðason, un sacerdote en Breiðabólstaðr í Vestrhóp. La trama se inicia en la juventud de Lárentíus, su estancia en Noruega, los primeros años de su servicio en la iglesia de San Olaf en Niðaróss (Trondheim), y posteriormente su trayectoria en la vida. Tras un viaje a Islandia para examinar el progreso del cristianismo en la isla, permaneció como monje en el monasterio de Þingeyrar y, finalmente, nombrado obispo de Hólar. Las fuentes proceden de anales y registros diocesanos y se considera un tratado importante sobre las relaciones entre Noruega e Islandia, la vida monástica, gobierno episcopal, música, literatura, danza y varias costumbres cotidianas.